# Björkö (Bamböle, Finström, Åland)
Björkö är en halvö i Finströms kommun på Åland (Finland). Den ligger i den västra delen av kommunen, nära gränsen till Hammarland.
Björkö har Ivarskärsfjärden i väster, Bergö i norr, Svartmarafjärden i öster och sitter ihop med fasta Åland i söder.
Terrängen på Björkö är platt och skogig. Längst stränderna finns flera fritidshus. Vägen mellan Bergö och fasta Åland går genom Björkö i nord-sydlig riktning.